# Kotamobagu
Kotamobagu – miasto w Indonezji na Celebes w prowincji Celebes Północny.
Leży na półwyspie Minahasa u podnóża wulkanu Ambang; 87 tys. mieszkańców (2006).
Ośrodek administracyjny dystryktu Bolaang Mongondow; ośrodek turystyczny; w pobliżu Park Narodowy Bogani Nani Wartabone i Rezerwat Cagar Alam Gunung Ambang.